# جيرتجان دي ميتز
جيرتجان دي ميتز (2 أبريل 1987 في بلجيكا - ) هو لاعب كرة قدم بلجيكي في مركز الوسط. لعب مع نادي كلوب بروج ونادي كورتريك.

## روابط خارجية
- جيرتجان دي ميتز على موقع قاعدة بيانات كرة القدم.إي يو (الإنجليزية)
- جيرتجان دي ميتز على موقع Soccerway.com (الإنجليزية)